# PIECES OF A DREAM
「PIECES OF A DREAM」（夢的碎片）是化學超男子的出道單曲。於2001年3月9日發售。

## 解説
- 東京電視台的選秀節目「ASAYAN」所舉辦的「ASAYAN超男子。Audition」合格後，決定出道的化學超男子的出道作品。
- 初登場2位，僅次於同日發片的濱崎步，之後五週都位於排行榜TOP 5位置，更於第六週獲得週間排行榜冠軍[1]‧。
- 發行第15週突破百萬銷量，躋身2001年Oricon年間單曲第3位[2]。化學超男子至今最暢銷的單曲，也是他們唯一一張百萬單曲作品。
- PV中使用了手語，初回限定盤則附送替換封面。
- 本作榮獲第16回日本金唱片大獎年度最佳單曲獎項[3]。

## 收錄曲目
1. PIECES OF A DREAM
（作詞:麻生哲朗 作曲・編曲:藤本和則 和聲編寫:和田昌哉 and 藤本和則）
2. TWO
（作詞:山田紀子 作曲:原一博 編曲:安部潤 和聲編寫:KIRIGAYA BOBBY）
3. PIECES OF A DREAM (OLD SCHOOL MIX)
（作詞:麻生哲朗 作曲:藤本和則 編曲:松尾‘‘KC’’潔）
4. PIECES OF A DREAM (LESS VOCAL)
（作曲・編曲:藤本和則）